# تیری آسکیون
تیری آسیون (فرانسوی: Thierry Ascione‎؛ زادهٔ ۱۷ ژانویهٔ ۱۹۸۱) یک تنیس‌باز اهل فرانسه است.